# Notte di tradimento
Notte di tradimento (In Old Arizona) è un film western del 1928, diretto da Irving Cummings e Raoul Walsh. Primo western sonoro, è basato su un racconto di O. Henry, The Caballero's Way, pubblicato nel luglio 1907 su Everybody's Magazine.
L'interprete principale, nel ruolo di Cisco Kid, fu Warner Baxter: cantante e attore, Baxter vinse per quell'interpretazione il premio Oscar nell'aprile 1930. Sia Baxter che Edmund Lowe, il suo antagonista, sarebbero stati i protagonisti di un sequel, The Cisco Kid (distribuito in Italia con il titolo Carmencita.
Durante le riprese, Raoul Walsh rimase vittima di un grave incidente stradale che gli costò la perdita dell'occhio destro. Walsh fu costretto a rinunciare per sempre alla carriera di attore anche perché rinunciando all'occhio di vetro, da quel giorno in poi per tutta la vita portò una benda sull'occhio. Non poté neppure completare le riprese del film che fu affidato a Irving Cummings che, nei credit, appare come regista.

## Trama
Cisco Kid è un allegro caballero preceduto dalla sua fama di avventuriero. Ama le donne e il pericolo e, quando ferma la diligenza, basta la sua presenza con due colpi di avvertimento per impossessarsi della cassetta della Wells Fargo. Suo avversario è il sergente Mickey Dunn che sta quasi per catturarlo quando Cisco Kid si mette a corteggiare la bella Tonia, una ragazza messicana che, in realtà, fa il doppio gioco e che è in combutta con Dunn. Cisco Kid riuscirà a sfuggire all'intrigo e, libero, cavalcherà ridendo verso il tramonto.

## Produzione
Il film fu prodotto dalla Fox Film Corporation.
Venne girato in California, Utah e Arizona.

## Distribuzione
Il copyright del film, richiesto dalla Fox Film Corp., fu registrato il 4 febbraio 1929 con il numero LP75.
Distribuito dalla Fox Film Corporation, il film - presentato da William Fox - uscì nelle sale cinematografiche USA il 20 gennaio 1929 dopo essere stato presentato in prima a Los Angeles il 25 dicembre 1928 e a New York il 19 gennaio.

### Riconoscimenti
- 1930 - Premio Oscar
  - Miglior attore protagonista a Warner Baxter
  - Nomination Miglior film alla 20th Century Fox
  - Nomination Migliore regia a Irving Cummings
  - Nomination Migliore sceneggiatura non originale a Tom Barry
  - Nomination Migliore fotografia a Arthur Edeson